# Cataldo Cassano
Cataldo Cassano (Taranto, 1º giugno 1902 – 19 aprile 1998) è stato un politico e docente italiano, senatore per due legislature con la Democrazia Cristiana.

## Biografia
Laureato in medicina, dal 1937 è professore di patologia medica nell'università di Pisa, dal 1949 passa alla cattedra di clinica medica generale e terapia medica del medesimo ateneo. Nel 1956 diventa professore di patologia speciale medica e metodologia clinica all'università La Sapienza di Roma. È stato presidente della Società italiana di endocrinologia.
Successivamente è stato senatore per la Democrazia Cristiana, venendo eletto nel 1963 nel collegio di Borgotaro, venendo poi confermato alle successive elezioni del 1968. Concluse il proprio mandato parlamentare nel 1972.
Muore il 19 aprile 1998 all'età di 95 anni.